# Tiroteo en la Escuela Secundaria Pearl
El Tiroteo en la Escuela Secundaria Pearl fue un tiroteo escolar ocurrido el 1 de octubre de 1997 en el instituto Pearl High School de Pearl, Misisipi, Estados Unidos. El pistolero Luke Woodham (nacido el 5 de febrero de 1981), de 16 años y estudiante de 11.º curso, mató a dos alumnos e hirió a otros siete en el instituto después de haber matado a su madre en su casa esa misma mañana.

## Tiroteo
El incidente comenzó la mañana del miércoles 1 de octubre de 1997, cuando Luke Woodham apuñaló y golpeó fatalmente a su madre, Mary Ann Woodham, mientras se preparaba para salir a correr por la mañana. En su juicio, Woodham afirmó que no recordaba haber matado a su madre.
Woodham luego condujo el Toyota Tercel de su madre a Pearl High School. Con una gabardina para ocultar el rifle que llevaba, Woodham ingresó a la escuela y le entregó un manifiesto a Justin Sledge, quien luego se escondió en la biblioteca mientras ocurría el tiroteo. Woodham luego disparó fatalmente a Lydia Kaye Dew y Christina Menefee, su exnovia, y luego hirió a otras siete personas.
El subdirector de la escuela, Joel Myrick, recuperó una pistola semiautomática calibre .45 de su camioneta y, al ver a Woodham tratando de huir del estacionamiento después del tiroteo, le gritó que se detuviera. Al darse cuenta de lo que estaba haciendo Woodham, otro estudiante usó su propio vehículo para bloquear el camino de Woodham, momento en el que Woodham intentó sortear la obstrucción conduciendo el automóvil de su madre hacia un borde de césped, solo para terminar atascado en el césped. Aprovechando su oportunidad, Myrick ordenó a Woodham que saliera del auto a punta de pistola y lo detuvo hasta que la policía llegó al lugar.

## Implicación religiosa y esotérica
Menos de una semana después del tiroteo, la policía arrestó a otros seis estudiantes, acusándolos de conspiración para cometer asesinato. Justin Sledge había ido a un informe de noticias locales y había leído los cuadernos de notas que le habían dado justo antes del tiroteo. Minutos antes de que Woodham comenzara a disparar, le había dado el siguiente mensaje a Sledge:
No estoy loco, estoy enojado. Maté porque la gente como yo es maltratada todos los días. Hice esto para mostrarle a la sociedad, empújenos y lo haremos. ... A lo largo de mi vida, fui ridiculizado, siempre golpeado, siempre odiado. ¿Puede usted, sociedad, realmente culparme por lo que hago? Sí lo harás. ... No fue un grito de atención, no fue un grito de ayuda. Fue un grito de pura agonía diciendo que si no puedes abrir los ojos, si no puedo hacerlo a través del pacifismo, si no puedo mostrarte a través de la demostración de inteligencia, entonces lo haré con una bala.
Un examen más detallado de los cuadernos entregados a Justin Sledge reveló un relato de cuando él y un amigo habían torturado a su perro Sparkle hasta la muerte, varios meses antes del tiroteo:
Nunca olvidaré el aullido que hizo. Sonaba casi humano. Nos reímos y la golpeamos fuerte.
Antes de los tiroteos, Woodham había conocido a Grant Boyette, otro de los seis acusados de conspiración para asesinar, y supuestamente aceptó una invitación para unirse a un grupo que Boyette había formado y llamó "los Kroth". Durante el verano de 1997, los supuestos miembros de Kroth supuestamente hicieron planes para aterrorizar a Pearl High School. Los planes finalmente involucraron a Woodham entrando a la escuela y abriendo fuego. Las acusaciones afirmaban que Boyette y Sledge se reunieron varias veces con Woodham para convencerlo de que "el asesinato era un medio viable para lograr los propósitos y objetivos del sistema de creencias compartidas".
El día después del tiroteo, Sledge "avivó los temores de la comunidad colocando una nota en la puerta de la escuela que decía que el número de Kroth había disminuido pero que el grupo seguía siendo fuerte". Luego interrumpió una vigilia de oración realizada para llorar a los estudiantes muertos, por lo que recibió una suspensión del distrito escolar. Sledge actualmente niega ser miembro de los Kroth y dice que sus comentarios en el memorial fueron mal caracterizados pero aún "claramente inapropiados". Sin embargo, en ese momento, Sledge fue a un programa de noticias de la televisión local para leer en voz alta el manifiesto que le dio Woodham. Al leer enfáticamente los escritos de Woodham, Sledge declaró que “[Luke] dice que el mundo se ha cagado sobre él por última vez. No es mimado ni perezoso, porque el asesinato no es débil ni tonto. El asesinato es audaz y atrevido". El 8 de octubre de 1997, Sledge, Boyette y los otros miembros de Kroth fueron arrestados bajo sospecha de conspirar con Woodham para cometer el tiroteo. Durante su juicio, Woodham afirmó haber han tenido ideas de cometer los asesinatos por estar involucrado con Sledge y Boyette.Woodham admitió ser un satanista, y afirmó que Boyette lo había invitado a unirse a "The Kroth". Afirmó que Boyette le había dicho que tenía "potencial para hacer algo grandioso" y le prometió que podría recuperar a su exnovia a través de la magia negra. Sledge, que ahora es un académico especializado en filosofía y religión, argumenta que las afirmaciones de los medios y la policía de que él era parte de un culto satánico carecían de evidencia, lo que ejemplifica la tendencia más amplia del pánico satánico de los años 80 y 90.
Después de su condena, Woodham se convirtió al cristianismo y dijo lo siguiente en una carta escrita al ministro evangélico David Wilkerson:
David, recibo tus sermones por correo. Soy un tirador escolar. Soy a quien culpan por empezar todo. El 1 de octubre de 1997, entré en el  Pearl High School y maté a dos estudiantes e herí a siete. También maté a mi madre antes de esto. Después de que llegué a la cárcel me salvé. Si hay alguna manera en que pueda ayudar a su ministerio, me encantaría. Tal vez podría darles mi testimonio. Haré cualquier cosa para ayudar. Espero sus sermones cada mes...

## Juicios y encarcelamiento
Hubo juicios separados por el asesinato de la madre de Woodham y el tiroteo en la escuela. El abogado de Woodham argumentó en ambos juicios que Woodham estaba loco en el momento de los asesinatos. El jurado rechazó la defensa por locura de Woodham en su primer juicio por el asesinato de su madre, y fue sentenciado a cadena perpetua el 5 de junio de 1998. Su segundo juicio tuvo lugar el 12 de junio y fue declarado culpable de dos cargos de asesinato y siete cargos de intento de asesinato, y los miembros del jurado rechazaron una vez más la defensa por locura. Le dieron dos cadenas perpetuas por los asesinatos y siete sentencias de 20 años por sus condenas por intento de asesinato. Actualmente Woodham cumple tres cadenas perpetuas más 140 años adicionales en prisión. Será elegible para libertad condicional en 2046, cuando tenga 65 años.
Los cargos de conspiración contra los miembros de los Kroth que eran menores de edad fueron retirados por el juez Robert Goza "a pedido del fiscal de distrito John Kitchens, quien dijo que la ley de conspiración de Mississippi dificultaría probar las acusaciones". Grant Boyette, que tenía 18 años en ese momento, fue declarado culpable y sentenciado a la Penitenciaría del Estado de Misisipi en el campo de entrenamiento de Parchman durante seis meses y cinco años de libertad condicional supervisada.
Menos de tres días después de su última condena, Woodham fue retirado de la cárcel del condado de Forrest en Hattiesburg. El 15 de junio de 1998, Woodham ingresó al sistema del Departamento Correccional de Misisipi (MDOC) en el Centro Correccional de Misisipi Central (CMCF) en el condado de Rankin. Mientras estuvo en CMCF, Woodham se sometió a una evaluación para que pudiera ser asignado a una instalación permanente. Varias semanas después, lo trasladaron a la Penitenciaría Estatal de Misisipi (MSP) en el condado de Sunflower. A partir de 2022, Woodham está encarcelado en la Unidad 3 de SMCI como MDOC #R4682. Su ubicación cambió por última vez el 2 de noviembre de 2022.

## Consecuencias
El estado de Misisipi convirtió en delito capital si se comete un asesinato en la propiedad de una escuela.
En 2003, Sledge se declaró culpable de cargos federales por haber comprado en Internet una ametralladora ilegal e imposible de rastrear. La implicación de Sledge en el tiroteo se abordó en la sentencia. "Creo que estamos tratando con una mente brillante. Espero que no estemos tratando con un (sic) Hannibal Lecter", dijo el juez Barbour sobre Sledge, a lo que el fiscal federal Dunn Lampton respondió: "Eso es lo que me preocupa. Tiene la capacidad de manipular... Estaba mucho más cerca de Luke Woodham de lo que hizo creer al tribunal. Eso es lo que me preocupa".
A partir de 2022, el Dr. James Justin Sledge dirige el canal de YouTube ESOTERICA y recolecta donaciones en Patreon.
En 2010, Woodham hizo una solicitud al gobernador de Misisipi , Haley Barbour , pidiendo clemencia; sin embargo, su solicitud fue rechazada.